# 6-Stunden-Rennen von Austin 2024

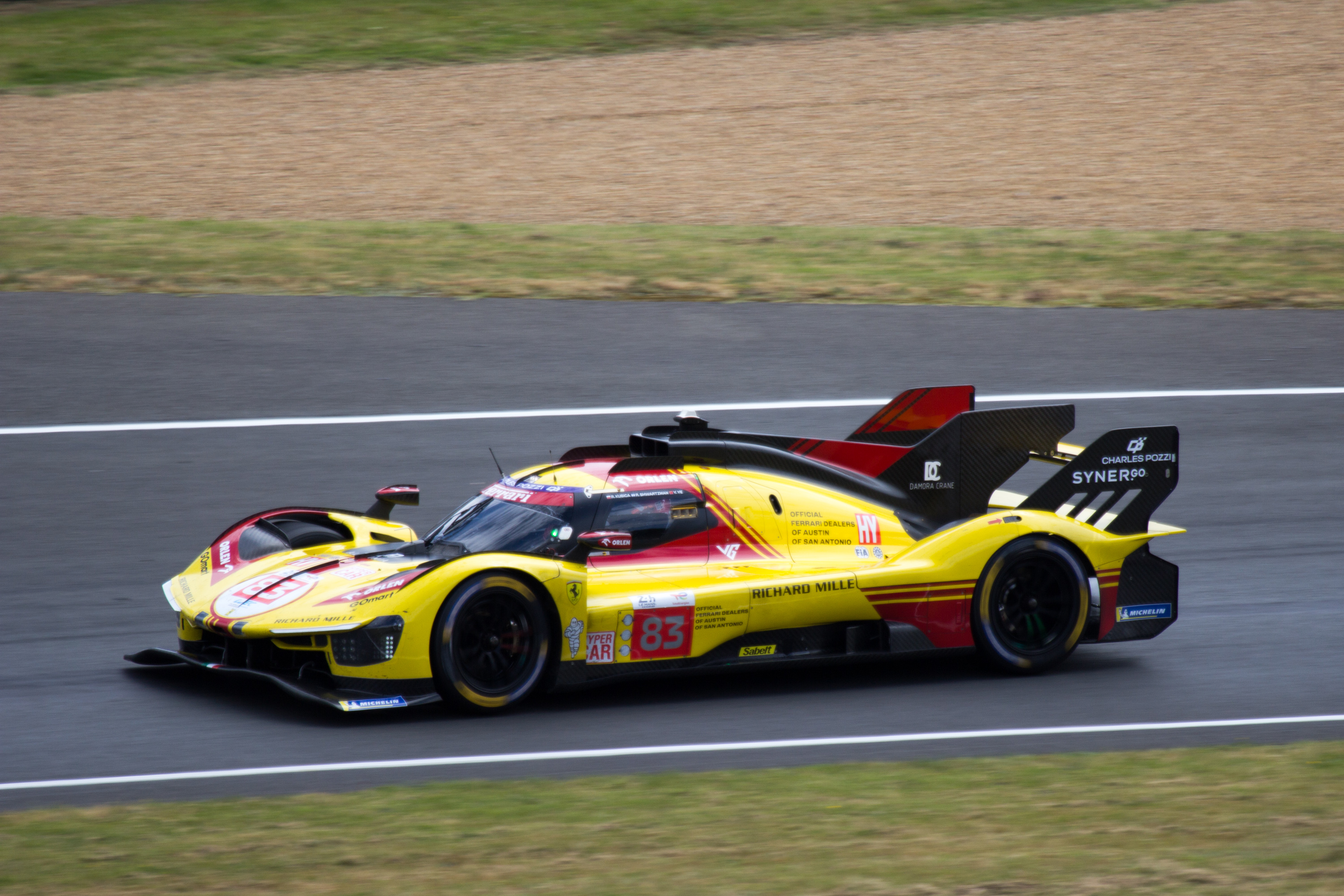
Der siegreiche Ferrari 499P von Robert Kubica, Ye Yifei und Robert Schwarzman mit der Startnummer 83; hier beim 24-Stunden-Rennen von Le Mans 2024

Das 6-Stunden-Rennen von Austin 2024, auch 2024 Lone Star Le Mans, fand am 1. September auf dem Circuit of The Americas statt und war der sechste Wertungslauf der FIA-Langstrecken-Weltmeisterschaft dieses Jahres.

## Das Rennen
Das Weltmeisterschaftsrennen auf dem Circuit of The Americas bleibt ein weißer Fleck in der Erfolgsgeschichte von Toyota Gazoo Racing. 2024 fehlten 1,780 Sekunden auf den Gesamtsieg. Dabei zählten die beiden Toyota GR010 Hybrid vor dem Rennen nicht zum Favoritenkreis, da sie durch die Balance of Performance mit mehr Gewicht und weniger Leistung fahren mussten als beim Sieg beim 6-Stunden-Rennen von São Paulo.
Die Folgen von Gewichtszunahme und Leistungsreduzierung zeigten sich schon im Training als nur einer der beiden Toyota (Startnummer 7) die Hyperpole (die ersten zehn Fahrzeuge des Qualifikationstrainings fahren um die Pole-Position) erreichte und dort nur den neunten Rang belegte. Die schnellste Rundenzeit fuhr Antonio Giovinazzi der im Ferrari 499P 1:50,390 Minuten für eine Runde brauchte. Überraschend war der vierte Startplatz von Charles Milesi im Alpine A424. Es war die bislang beste Trainingsplatzierung für eine Alpine in der Weltmeisterschaft. Das Rennen bestimmten zu Beginn die drei Ferrari 499P als knapp vor der vierten Rennstunde der Toyota mit der Startnummer 7 die Führung übernahm. Durch geschickte Boxenstrategie und schnelle Rundenzeit waren Mike Conway, Nyck de Vries und Kamui Kobayashi vom neunten Startplatz nach vorne gefahren. Die Rennentscheidung fiel durch eine Entscheidung der Rennleitung, die Kobayashi mit einer Durchfahrtsstrafe an die Boxen holten, weil er nach ihrer Ansicht gelbe Flaggen ignoriert habe. Die Strafe wurde von den Toyota-Fahrern heftig kritisiert. Kobayashi versuchte den Rückstand wieder wettzumachen und kam bis auf 1,7 Sekunden an Robert Schwarzman im AF Corse-Ferrari 499P heran, der sich den Gesamtsieg mit Robert Kubica und Ye Yifei teilte.

## Ergebnisse

### Schlussklassement
| 1               | LMH   | 83  | AF Corse                  | Robert Kubica Ye Yifei Robert Schwarzman              | Ferrari 499P                     | 183 |
| 2               | LMH   | 7   | Toyota Gazoo Racing       | Mike Conway Kamui Kobayashi Nyck de Vries             | Toyota GR010 Hybrid              | 183 |
| 3               | LMH   | 50  | Ferrari AF Corse          | Antonio Fuoco Miguel Molina Nicklas Nielsen           | Ferrari 499P                     | 183 |
| 4               | LMH   | 2   | Cadillac Racing           | Earl Bamber Alex Lynn                                 | Cadillac V-Series.R              | 183 |
| 5               | LMH   | 35  | Alpine Endurance Team     | Paul-Loup Chatin Ferdinand Habsburg Charles Milesi    | Alpine A424                      | 183 |
| 6               | LMH   | 6   | Porsche Penske Motorsport | Kévin Estre André Lotterer Laurens Vanthoor           | Porsche 963                      | 183 |
| 7               | LMH   | 5   | Porsche Penske Motorsport | Matt Campbell Michael Christensen Frédéric Makowiecki | Porsche 963                      | 183 |
| 8               | LMH   | 15  | BMW M Team WRT            | Dries Vanthoor Raffaele Marciello Marco Wittmann      | BMW M Hybrid V8                  | 182 |
| 9               | LMH   | 36  | Alpine Endurance Team     | Nicolas Lapierre Matthieu Vaxivière Mick Schumacher   | Alpine A424                      | 182 |
| 10              | LMH   | 38  | Hertz Team Jota           | Jenson Button Philip Hanson Oliver Rasmussen          | Porsche 963                      | 182 |
| 11              | LMH   | 99  | Proton Competition        | Julien Andlauer Neel Jani Harry Tincknell             | Porsche 963                      | 182 |
| 12              | LMH   | 93  | Peugeot TotalEnergies     | Mikkel Jensen Nico Müller Jean-Éric Vergne            | Peugeot 9X8 2024                 | 182 |
| 13              | LMH   | 20  | BMW M Team WRT            | Sheldon van der Linde Robin Frijns René Rast          | BMW M Hybrid V8                  | 182 |
| 14              | LMH   | 63  | Lamborghini Iron Lynx     | Mirko Bortolotti ---- Daniil Kvjat Edoardo Mortara    | Lamborghini SC63                 | 182 |
| 15              | LMH   | 8   | Toyota Gazoo Racing       | Sébastien Buemi Brendon Hartley Ryō Hirakawa          | Toyota GR010 Hybrid              | 181 |
| 16              | LMGT3 | 27  | Heart of Racing Team      | Ian James Daniel Mancinelli Alex Riberas              | Aston Martin Vantage AMR GT3 Evo | 164 |
| 17              | LMGT3 | 92  | Manthey Pure Racing       | Klaus Bachler Alex Malykhin Joel Sturm                | Porsche 911 GT3 R LMGT3          | 164 |
| 18              | LMGT3 | 91  | Manthey EMA               | Richard Lietz Morris Schuring Yasser Shahin           | Porsche 911 GT3 R LMGT3          | 164 |
| 19              | LMGT3 | 59  | United Autosports         | Nicolas Costa James Cottingham Grégoire Saucy         | McLaren 720S GT3 Evo             | 164 |
| 20              | LMGT3 | 31  | Team WRT                  | Augusto Farfus Sean Gelael Darren Leung               | BMW M4 GT3                       | 164 |
| 21              | LMGT3 | 77  | Proton Competition        | Ben Barker Ryan Hardwick Zacharie Robichon            | Ford Mustang GT3                 | 163 |
| 22              | LMGT3 | 95  | United Autosports         | Hiroshi Hamaguchi Nico Pino Marino Satō               | McLaren 720S GT3 Evo             | 163 |
| 23              | LMGT3 | 82  | TF Sport                  | Sébastien Baud Daniel Juncadella Hiroshi Koizumi      | Chevrolet Corvette Z06 GT3.R     | 163 |
| 24              | LMGT3 | 78  | Akkodis ASP Team          | Clemens Schmid Kelvin van der Linde Arnold Robin      | Lexus RC F GT3                   | 163 |
| 25              | LMGT3 | 55  | Vista AF Corse            | François Hériau Simon Mann Alessio Rovera             | Ferrari 296 GT3                  | 163 |
| 26              | LMGT3 | 87  | Akkodis ASP Team          | Takeshi Kimura José María López Esteban Masson        | Lexus RC F GT3                   | 162 |
| 27              | LMGT3 | 60  | Iron Lynx                 | Matteo Cressoni Franck Perera Claudio Schiavoni       | Lamborghini Huracán GT3 Evo 2    | 162 |
| 28              | LMGT3 | 85  | Iron Dames                | Sarah Bovy Michelle Gatting Rahel Frey                | Lamborghini Huracán GT3 Evo 2    | 160 |
| Nicht klassiert |       |     |                           |                                                       |                                  |     |
| 29              | LMGT3 | 46  | Team WRT                  | Valentino Rossi Ahmad Al Harthy Maxime Martin         | BMW M4 GT3                       | 155 |
| 30              | LMGT3 | 88  | Proton Competition        | Dennis Olsen Mikkel Pedersen Ben Keating              | Ford Mustang GT3                 | 146 |
| 31              | LMH   | 12  | Hertz Team Jota           | Will Stevens Callum Ilott Norman Nato                 | Porsche 963                      | 71  |
| Ausgefallen     |       |     |                           |                                                       |                                  |     |
| 32              | LMGT3 | 81  | TF Sport                  | Rui Andrade Charlie Eastwood Tom Van Rompuy           | Chevrolet Corvette Z06 GT3.R     | 137 |
| 33              | LMH   | 94  | Peugeot TotalEnergies     | Loïc Duval Paul di Resta Stoffel Vandoorne            | Peugeot 9X8 2024                 | 121 |
| 34              | LMGT3 | 777 | D'Station Racing          | Marco Sørensen Erwan Bastard Clément Mateu            | Aston Martin Vantage AMR GT3 Evo | 81  |
| 35              | LMH   | 51  | Ferrari AF Corse          | James Calado Antonio Giovinazzi Alessandro Pier Guidi | Ferrari 499P                     | 55  |
| 36              | LMGT3 | 54  | Vista AF Corse            | Francesco Castellacci Thomas Flohr Davide Rigon       | Ferrari 296 GT3                  | 54  |

### Nur in der Meldeliste
Hier finden sich Teams, Fahrer und Fahrzeuge, die ursprünglich für das Rennen gemeldet waren, aber aus den unterschiedlichsten Gründen daran nicht teilnahmen.
| Pos. | Klasse | Nr. | Team             | Fahrer                                                   | Chassis                   |
| ---- | ------ | --- | ---------------- | -------------------------------------------------------- | ------------------------- |
| 37   | LMH    | 11  | Isotta Fraschini | Carl Wattana Bennett Antonio Serravalle Jean Karl Vernay | Isotta Fraschini Tipo 6-C |

### Klassensieger
| Klasse | Fahrer        | Fahrer            | Fahrer            | Fahrzeug                         | Platzierung im Gesamtklassement |
| ------ | ------------- | ----------------- | ----------------- | -------------------------------- | ------------------------------- |
| LMH    | Robert Kubica | Ye Yifei          | Robert Schwarzman | Ferrari 499P                     | Gesamtsieg                      |
| LMGT3  | Ian James     | Daniel Mancinelli | Alex Riberas      | Aston Martin Vantage AMR GT3 Evo | Rang 16                         |

### Hypercar-Balance-of-Performance
| Fahrzeug                   | Mindestgewicht | Max. Leistung | Max. Energiemenge pro Stint | Leistungsänderung ab 250 km/h | Hybridboost ab | Handicap Nachtanken |
| -------------------------- | -------------- | ------------- | --------------------------- | ----------------------------- | -------------- | ------------------- |
| Cadillac V-Series.R (LMDh) | 1037 kg (- 2)  | 518 kW (- 1)  | 907 Megajoule               | + 0,9 % (+ 2,4)               | –              | –                   |
| Ferrari 499P (LMH)         | 1055 kg (- 5)  | 500 kW (- 3)  | 901 Megajoule (- 4)         | + 1,9 % (+ 0,1)               | 190 km/h       | 0,2 Sekunden        |
| Peugeot 9X8 2024 (LMH)     | 1037 kg (- 14) | 509 kW        | 902 Megajoule (- 7)         | - 1,2 % (- 0,5)               | 190 km/h       | 0,2 Sekunden        |
| Porsche 963 (LMDh)         | 1053 kg (+ 2)  | 509 kW (- 2)  | 907 Megajoule (- 1)         | + 0,7 %                       | –              | –                   |
| Toyota GR010 Hybrid (LMH)  | 1065 kg (+ 5)  | 497 kW (- 9)  | 906 Megajoule (- 6)         | + 4,6 % (+ 1,8)               | 190 km/h       | 0,2 Sekunden        |
| BMW M Hybrid V8 (LMDh)     | 1037 kg (- 7)  | 513 kW (+ 2)  | 906 Megajoule (- 2)         | - 0,9 % (- 1,8)               | –              | –                   |
| Alpine A424 (LMDh)         | 1041 kg (- 3)  | 515 kW        | 907 Megajoule (- 3)         | - 3,2 % (- 1,9)               | –              | –                   |
| Lamborghini SC63 (LMDh)    | 1030 kg (- 9)  | 520 kW (+ 2)  | 909 Megajoule (- 1)         | 0,0 % (+ 1,0)                 | –              |                     |

### Renndaten
- Gemeldet: 37
- Gestartet: 36
- Gewertet: 28
- Rennklassen: 2
- Zuschauer: unbekannt
- Wetter am Rennwochenende: warm und trocken
- Streckenlänge: 5,516 km
- Fahrzeit des Siegerteams: 6:00:23,755 Stunden
- Runden des Siegerteams: 183
- Distanz des Siegerteams: 1008,582 km
- Siegerschnitt: unbekannt
- Pole Position: Antonio Giovinazzi – Ferrari 499P (#51) – 1:50,390 = 179,800 km/h
- Schnellste Rennrunde: Kamui Kobayashi – Toyota GR010 Hybrid (#7) – 1:52,564 = 176,300 km/h
- Rennserie: 6. Lauf zur FIA-Langstrecken-Weltmeisterschaft 2024